# Флорика (Калараш)
Флорика (рум. Florica) насеље је у Румунији у округу Калараш у општини Иљана. Oпштина се налази на надморској висини од 57 m.

## Становништво
Према подацима из 2002. године у насељу је живело 658 становника.

### Попис2002.
| Расподела становништва по националности 2002.‍ | Расподела становништва по националности 2002.‍ | Расподела становништва по националности 2002.‍ | Расподела становништва по националности 2002.‍ | Расподела становништва по националности 2002.‍ |
| --------------------------------------------- | --------------------------------------------- | --------------------------------------------- | --------------------------------------------- | --------------------------------------------- |
|                                               |                                               |                                               |                                               |                                               |
| Румуни                                        | Румуни                                        |                                               | 588                                           | 89,4%                                         |
| Роми                                          | Роми                                          |                                               | 70                                            | 10,6%                                         |